# Fabián Basualdo
Fabián Armando Basualdo (nacido el 26 de febrero de 1964 en Rosario, Santa Fe) es un exfutbolista argentino que se desempeñó como defensor.

## Trayectoria
Basualdo comenzó su carrera en Newell's Old Boys en 1982 y es el quinto jugador con más partidos en Newell's Old Boys con 307 apariciones (300 AFA, 7 Copa Libertadores). También ayudó al equipo a ganar la temporada 1987-88.
Después del éxito en Newell's Old Boys firmó para River Plate, donde ganó otros dos títulos locales.
Sobre mediados de 1993 se reincorporó a Newell's Old Boys, donde jugó hasta 1996. Después se trasladó hasta otra división donde jugó para el Godoy Cruz, Almirante Brown y Platense antes de retirarse en 2000.
Aunque siempre jugó en la posición de lateral derecho, en varias ocasiones actuó como arquero, ya que sabía atajar y era el jugador designado para hacerlo ante la expulsión o lesión de su compañero en el puesto.

### Selección nacional
Disputó la Copa Mundial de Fútbol Juvenil de 1983 con la selección de fútbol sub-20 de Argentina, en el que su equipo terminó como subcampeón.
Asimismo integró el combinado argentino que ganó la medalla de oro en los Juegos Suramericanos de 1986, fue subcampeón del Torneo Preolímpico Sudamericano de 1988 y que obtuvo la medalla de bronce en el torneo de fútbol de los Juegos Panamericanos de 1987.
Con la selección absoluta fue parte del equipo argentino que ganó la Copa América en Chile 1991 y Ecuador 1993. En 1992 integró el plantel que se adjudicó la Copa Rey Fahd en Arabia Saudita.

## Representante de jugadores
Actualmente se dedica a la representación de jugadores. Entre sus representados se encuentran Guillermo Ortiz, Ezequiel Ponce y Jalil Elías. Fue el primer representante de Lionel Messi.

## Clubes
| Club              | País      | Año       |
| ----------------- | --------- | --------- |
| Newell's Old Boys | Argentina | 1982-1988 |
| River Plate       | Argentina | 1988-1993 |
| Newell's Old Boys | Argentina | 1993-1996 |
| Godoy Cruz        | Argentina | 1997-1998 |
| Almirante Brown   | Argentina | 1998-1999 |
| Platense          | Argentina | 1999-2000 |

## Palmarés

### Campeonatos nacionales
| Título           | Club              | Sede         | Año     |
| ---------------- | ----------------- | ------------ | ------- |
| Primera División | Newell's Old Boys | Rosario      | 1987/88 |
| Primera División | River Plate       | Buenos Aires | 1989/90 |
| Primera División | River Plate       | Buenos Aires | A-1991  |

### Campeonatos internacionales
| Título        | Selección | Sede      | Año  |
| ------------- | --------- | --------- | ---- |
| Copa América  | Argentina | Santiago  | 1991 |
| Copa Rey Fahd | Argentina | Riad      | 1992 |
| Copa América  | Argentina | Guayaquil | 1993 |